# Mittelkarelien

Lage von Mittelkarelien

Die Verwaltungsgemeinschaft Mittelkarelien (finnisch Keski-Karjalan seutukunta) ist eine von drei Verwaltungsgemeinschaften (seutukunta) der finnischen Landschaft Nordkarelien. Zu ihr gehören die folgenden drei Städte und Gemeinden:
- Kitee
- Rääkkylä
- Tohmajärvi

Ehemalige Gemeinden der Verwaltungsgemeinschaft Mittelkarelien sind Värstilä (2005 eingemeindet nach Tohmajärvi) und Kesälahti (2013 eingemeindet nach Kitee).